# Lee Syrja
Lee Marian Syrja (ur. 4 września 1966) – kanadyjska zapaśniczka walcząca w stylu wolnym. Brązowa medalistka mistrzostw Wspólnoty Narodów w 1993 roku.